# Le Plus Beau Jour de ma vie (chanson)
Pour les articles homonymes, voir Le Plus Beau Jour de ma vie.
Chansons représentant la Belgique au Concours Eurovision de la chanson
Messieurs les noyés de la Seine
(1956) Straatdeuntje
(1957)
Le Plus Beau Jour de ma vie est la deuxième chanson, après Messieurs les noyés de la Seine, représentant la Belgique au premier Concours Eurovision de la chanson, en 1956 (la seule édition à permettre deux chansons par pays), interprétée par la chanteuse belge Mony Marc. L'évènement se déroulait à Lugano, en Suisse.

## Thème de la chanson
C'est une chanson typique des premières années du concours et décrit le mariage de la chanteuse, qu'elle décrit comme « le plus beau jour de sa vie ».

## À l'Eurovision
Elle est intégralement interprétée en français, une des langues nationales, comme le veut la coutume avant 1966. L'orchestre est dirigé par Léo Souris.
Il s'agit de la dixième chanson interprétée lors de la soirée, après la lauréate Refrain de Lys Assia qui représentait la Suisse et avant So geht das jede Nacht de Freddy Quinn qui représentait l'Allemagne. Le tableau d'affichage pour ce concours n'a jamais été rendu public, il est donc impossible de dire avec certitude comment la chanson s'est classée, seule la chanson gagnante fut annoncée,.